# Elena Zanichelli
Elena Zanichelli (* 1973 in Reggio Emilia) ist eine italienische Kunsthistorikerin. Sie lebt und arbeitet in Bremen, Berlin und Reggio Emilia.

## Leben
Elena Zanichelli studierte von 1992 bis 1999 Conservazione dei Beni Culturali in Emilia-Romagna und Kunstgeschichte in Parma mit Gastaufenthalten an der Universität Bonn, der Universität Zürich und der ETH Zürich.
2012 wurde Zanichelli am Institut für Kunst- und Bildgeschichte der Humboldt-Universität zu Berlin mit einer Arbeit über Inszenierungen des Privaten in der Gegenwartskunst promoviert. Seit 2008 unterrichtete sie an verschiedenen Akademien und Hochschulen und war an verschiedenen Ausstellungsprojekten beteiligt. Sie kuratierte u. a. Women in Fluxus and Other Experimental Tales (Reggio Emilia, Palazzo Magnani 2012/13), Jean-Jacques Lebel – Dada Venus (Berlin, Haus am Waldsee 2000). Seit 2020 ist sie Mitglied des Kuratoriums der Kulturstiftung der Länder.
Vom Wintersemester 2018/19 bis zum Sommersemester 2023 war sie Juniorprofessorin für Kunstwissenschaft und Ästhetische Theorie am Institut für Kunstwissenschaft – Filmwissenschaft – Kunstpädagogik der Universität Bremen. Dort war sie zudem ab 2021 Leiterin des Mariann Steegmann Instituts. Kunst & Gender sowie dessen Forschungsfeld „wohnen+/–ausstellen“. 2022 war sie Visiting Professor an der Stanford University. Seit Oktober 2023 hat Zanichelli die Universitätsprofessur mit dem Schwerpunkt Kunstgeschichte der Moderne und Gegenwart an der Philipps-Universität Marburg inne.

## Veröffentlichungen
- Wie ://Sprechen wir #Feminismus?// Neue Globale Herausforderungen – Ein Glossar. How ://Do We Speak #Feminism?// New Global Challenges – A Glossary, FKW Zeitschrift für Geschlechterforschung und Visuelle Kultur, Nr. 70, Februar 2022, https://www.fkw-journal.de/index.php/fkw/article/view/1620/1622 (gemeinsam mitherausgegeben mit Valeria Schulte-Fischedick)
- Privat. Bitte eintreten! Rhetoriken des Privaten in der Kunst der 1990er Jahre, transcript Verlag, Bielefeld 2015, ISBN 978-3-8376-2635-3.[4]
- Gedächtnisräume am Schnittplatz. Zu den Videoinstallationen von Cristina Moreno García. In: Goldrausch Künstlerinnenprojekt (Hg.), Cristina Moreno García, New York remains in my Head, Kat. Berlin 2013 (d/e)
- Women in Fluxus and Other Experimental Tales. Eventi, Partiture, Performance, Publikation zur gleichnamigen Ausstellung, Palazzo Magnani, Reggio Emilia, Mailand: Skira 2012, 2 Bde., Bd. 1: Saggi, Bd. 2: Antologia
- Susanne von Falkenhausen. Praktiken des Sehens im Felde der Macht. Gesammelte Schriften, Hamburg: Fundus Verlag 2011 (Herausgeberin zusammen mit Bettina Uppenkamp und Ilaria Hoppe), ISBN 978-3-86572-676-6.
- Dicker als Wasser? Konzepte von Familie in Gesellschaft, Wissenschaft und Kunst. In: Amely Deiss, Andreas Baur, Ina Neddermeyer (Hrsg.): Dicker als Wasser. Snoeck, Köln [2016], ISBN 978-3-86442-198-3, S. 152–157.